# Fushigi na Melmo
Marvelous Melmo (яп. ふしぎなメルモ Фусиги на Мэрумо, Загадочная Мэлмо) — манга и аниме Осаму Тэдзуки о волшебной девочке Мэлмо. В общей сложности было выпущено 26 эпизодов, показ которых состоялся с 1971 по 1972 год. Первоначальное название манги, «Мамаа-тян» автору пришлось изменить, так как оно совпало с названием одной из торговых марок. В Италии сериал был выпущен под названием «I bon bon magici di Lilly» («Волшебные конфетки Лилли»).
Полное собрание манги и реставрированные эпизоды аниме было выпущено в Японии в 2003 году. В новом варианте были изменены открывающие и закрывающие композиции, а также переозвучены персонажи.
Тэдзука, по его же признанию, предназначал это аниме как средство полового воспитания для детей. Однако многие японские родители высказывали недовольство, поскольку просмотр сериала вызывал у их чад «много вопросов».

## Сюжет
Мэлмо, 9-летняя девочка, мать которой погибла в автокатастрофе, должна позаботиться о двух своих младших братьях (Тото и Тач). её матери, попавшей на небеса, разрешают посетить детей в виде духа и она передаёт дочери упаковку волшебных конфет, переданных ей Богом. Съедая синюю конфету, Мэлмо превращается в прекрасную 19-летнюю девушку; съедая красную она возвращается в обычный вид. Объединений двух конфет позволяет ей превращаться сначала в эмбрион, а затем животное по её выбору.

## Персонажи
- Мэлмо (Лилли в итальянской версии)

Добрая девочка, использующая подаренные духом погибшей матери волшебные конфеты для превращения в 19-летнюю девушку, чтобы, к примеру, иметь возможность кормить грудью своего младшего брата Тача. Однако стоит заметить, что подобная метаморфоза никак не изменяет её опыт и знания — в мыслях она всё та же 9-летняя девочка.
19-летняя Мэлмо очень красива, в связи с чем она не обделена вниманием мужчин. Они встречает симпатичного Дзиро, за которого выходит замуж, и от которого рожает девочку, являющуюся реинкарнацией духа её матери.
- Тото

Старший из двух братьев Мэлмо. В большинстве серий он выглядит как лягушка, из-за того, что экспериментирует с поеданием волшебных конфет. В таком облике он слишком мал, чтобы проглотить конфеты,  которые превратят его обратно в человека, так что Мэлмо тратит очень много времени на то, чтобы выяснить, как превратить его обратно в человека (что ей в итоге удаётся сделать).
- Тач

Тач является младшим братом Мэлмо. фактически его роль в сюжете заключается в том, чтобы показать юным зрителям что необходимо для воспитания и заботы о маленьком ребёнке.
- Профессор Варагарасу

Гражданином страны, называемой Чиччания. Некто вроде опекуна Мэлмо и её братьев, не раз объяснявший вопросы, касающиеся репродуктивной функции человека.
- Дзиро

Один из трёх братьев (двумя другими являются Итиро и Сабуро), влюбившихся в 19-летнюю Мэлмо, и тот, кто конце концов женился на ней. Он появляется только в последних эпизодах сериала.